# Paramysidia tessellata
Paramysidia tessellata är en insektsart som beskrevs av Broomfield 1985. Paramysidia tessellata ingår i släktet Paramysidia och familjen Derbidae. Inga underarter finns listade i Catalogue of Life.